# Geneart
Die Geneart AG mit Stammsitz in Regensburg war ein Biotechnologieunternehmen, das sich auf die Entwicklung und Herstellung synthetischer Gene spezialisiert hatte. Geneart war Weltmarktführer auf dem Gebiet des Gendesigns und der Gensynthese.
Das Unternehmen gehört seit April 2010 mehrheitlich zum US-Konzern Life Technologies, der wiederum 2014 von Thermo Fisher Scientific übernommen wurde.

## Geschichte
1999 wurde Geneart als Ausgründung der Universität Regensburg von Ralf Wagner, Marcus Graf und Hans Wolf als Geneart GmbH gegründet. Wagner war seinerzeit Leiter des Bereichs HIV-Impfstoffentwicklung & Gentherapie am Institut für Medizinische Mikrobiologie und Hygiene der Universität Regensburg. Er benötigte für die Entwicklung eines neuartigen AIDS-Impfstoffs einen Satz künstlicher Gene. Die Preise der Anbieter dieser Gene waren ihm dabei zu hoch, weshalb er seinen Doktoranden Markus Graf mit der Synthese der benötigten Gene beauftragte.
Die von Graf hergestellten Gene lieferten gute Testergebnisse und auch andere Gene waren effektiv in Forschung und Industrie verwendbar.
2003 war Geneart Finalist für den Deutschen Gründerpreis, in der Kategorie Aufsteiger. Im selben Jahr gewann das Unternehmen den Bayerischen Gründerpreis.
2005 erwirtschaftete das Unternehmen einen Umsatz von 4,5 Mio. € und war erstmals seit Firmengründung profitabel. In Toronto wurde eine Niederlassung gegründet. Ein Jahr später stiegen die Erlöse auf 7,8 Mio. €.
Im Mai 2006 ging das Unternehmen an die Börse (IPO), wo die Geneart-Aktien im Freiverkehr gehandelt wurden. Beim IPO betrug der Emissionserlös 17,5 Mio. €. 2008 lag der Umsatz bei 15,7 Mio. €. Im selben Jahr gewann Geneart den mit 100.000 € dotierten European Biotechnica Award im Bereich Biotechnologie und Life Sciences. 2009 wurde ein Umsatz von 17,2 Mio. € erzielt.
Der US-Konzern Life Technologies erwarb im April 2010 Geneart für etwa 56 Millionen Euro. In diesem Jahr produzierte Geneart mit etwa 180 Mitarbeitern pro Monat rund 3000 unterschiedliche Gene. Life Technologies selbst entstand 2008 aus der Fusion von Invitrogen und Applied Biosystems. Die Übernahme von Geneart erfolgte über die Applied Biosystems Deutschland GmbH, die im August 2010 über 95 % der Aktien der Geneart AG hielt, womit die Voraussetzungen eines Squeeze-out geschaffen wurden, der dann im November 2010 auch auf der außerordentlichen Hauptversammlung der Geneart AG beschlossen wurde.
Firmengründer Ralf Wagner war noch bis Mitte 2012 CEO und CSO von Geneart.
Heute ist Geneart eine Marke (GeneArt) von Life Technologies und die GeneArt AG eine 100%ige Tochter von Thermo Fisher Scientific.

## Produkte
Das Unternehmen stellte Technologien für die Entwicklung und Herstellung neuartiger Arzneimittel und Impfstoffe bereit. Gleichzeitig verwendeten Kunden die Dienstleistungen in der synthetischen Biologie zum Beispiel zur Verbesserung von Enzymen, etwa als Waschmittelzusätze und zur Konstruktion von Bakterien, die komplexe Biopolymere und Verbindungen herstellen oder abbauen (beispielsweise Kunststoffe, Erdöl usw.). Als Technologiebasis diente eine selbstentwickelte Sequenzdesign-Software (GeneOptimizer), mit der sich im zweiten Schritt im Labor komplexe oder repetitive Sequenzen herstellen lassen.
2008 erhielt Geneart den größten weltweit bisher vergebenen Gensyntheseauftrag zur Komplettierung der Mammalian Gene Collection (MGC) durch die US-amerikanische Gesundheitsbehörde National Institutes of Health. Im Rahmen dieses Auftrags mit einem Volumen von etwa 6 Mio. US$ wurden 2400 verschiedene Gene und 1500 Genvarianten produziert, die sich während des MGC-Projekts (2002 bis 2006) mit den klassischen Methoden der Biotechnologie nicht isolieren ließen.
Zudem produzierte das Unternehmen DNA-Fragmente, die bei der Herstellung des ersten synthetischen Bakteriengenoms durch das J. Craig Venter Institute zum Einsatz kamen.